# Upskirt

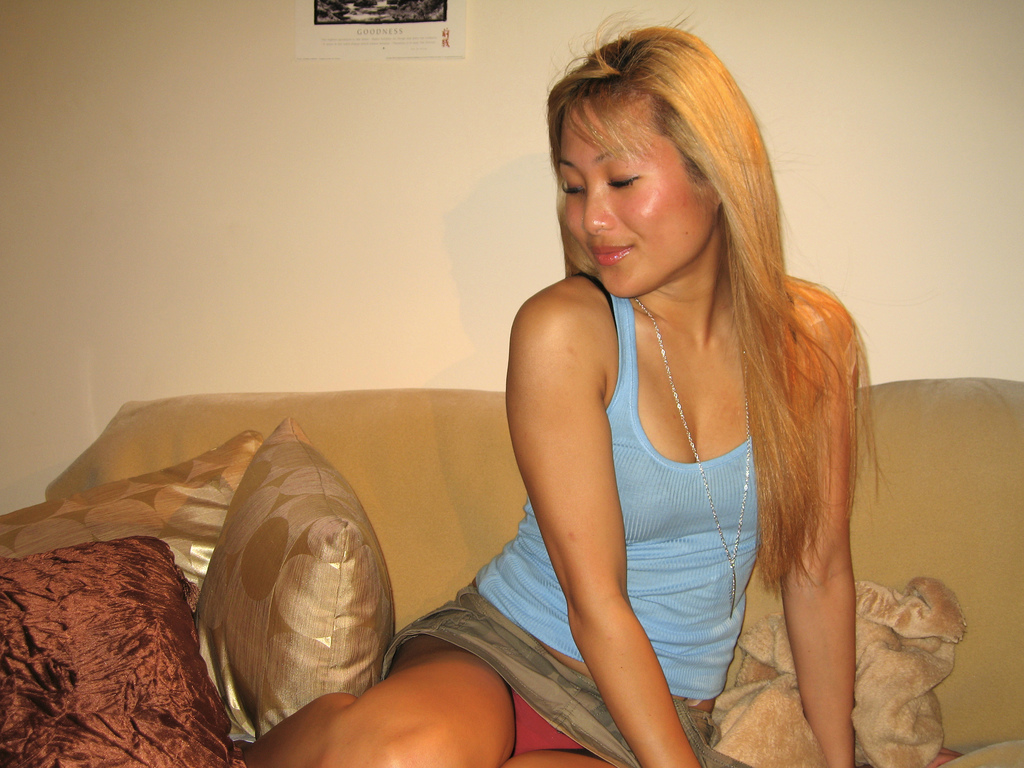
Un Ejemplo de Upskirt a "Lily Yuen" en Vancouver, Canadá el 25 de agosto de 2006 en una Sesión de Fotografía Erótica.

Upskirt (en español: falda arriba) es la práctica de hacer fotografías  o videos debajo de la falda de una mujer, capturando una imagen de su zona de la entrepierna, ropa interior y a veces genitales, esta puede ser con el consentimiento o no de la modelo (la ley cataloga como delito hacerlo sin su consentimiento). La práctica se considera como una forma de fetichismo sexual o voyeurismo y es similar en naturaleza al downblouse.

## Actitudes sociales

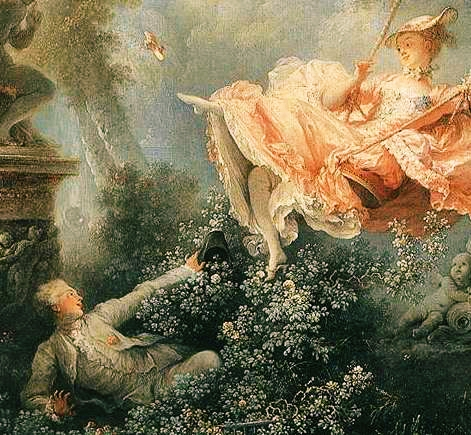
The Swing de Jean-Honoré Fragonard

El concepto y el interés en el upskirt no es nuevo, aunque el término es más reciente. Por ejemplo, un hombre admirando bajo la falda de una mujer fue representado en la pintura de 1767 The Swing de Jean-Honoré Fragonard. En la "sociedad cortés", admirar la falda de una dama se consideraba descortés o grosero. En una sociedad menos educada, admirar la falda de una dama, levantarla o exponer su ropa interior era considerado obsceno. Por la sociedad cortés, tal comportamiento era juzgado como indecente.
La repentina popularidad en la década de 1960 de la minifalda llevó el concepto a las calles y fue visto por muchos como un exhibicionismo masivo. Un comentarista en la década de 1960 afirmó: "En los países europeos prohíben las minifaldas en las calles y dicen que son una invitación a la violación…".
Muchas mujeres, por otro lado, vieron el nuevo estilo como una rebelión contra los estilos de ropa anteriores y como la liberación de las mujeres de sus propios cuerpos. Por primera vez, muchas mujeres se sentían cómodas exponiendo sus muslos, ya sea en la playa en traje de baño o en ropa de calle, e incluso se relajaban cuando en algunas situaciones su ropa interior era visible.

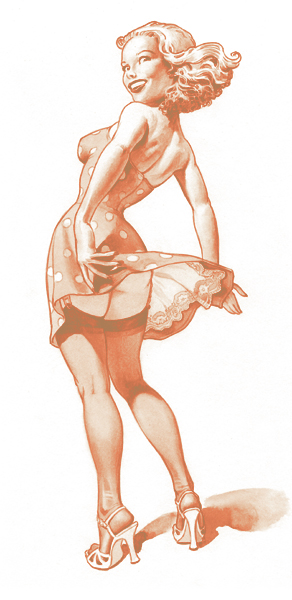
Ilustración de un upskirt.

Algunas imágenes de upskirt y downblouse se originan como fotografías divertidas e inocentes que se hacen con el conocimiento y la falta de objeción de las mujeres afectadas. Sin embargo, algunas de estas imágenes pueden terminar siendo ampliamente distribuidas o publicadas en Internet sin el conocimiento y el consentimiento del sujeto, por ejemplo, después de una ruptura de una relación sentimental.
También existe la costumbre de tomar de manera clandestina este tipo de imágenes o vídeos para ser subidas en sitios web fetichistas y pornográficos, así como en sitios para compartir videos como YouTube. Dicha actividad se fortaleció con la amplia disponibilidad y el uso de la tecnología fotográfica y de video digital, más recientemente los teléfonos con cámara. Surgieron sitios web especializados donde las personas podían compartir tales imágenes, y se empezaron a utilizar términos como upskirt y downblouse.
Se pueden realizar estas fotos o vídeos en una variedad de situaciones, como cuando una mujer sube escaleras o se baja de un automóvil o simplemente se sienta en un banco de un parque. Usualmente se toman con una cámara oculta que se adjunta al zapato o dentro de una bolsa, por lo que es muy difícil para una mujer darse cuenta de que está siendo fotografiada de esta manera. Hay muchos métodos y tipos de hacer fotos upskirt y es muy raro que una mujer lo note antes de verse a sí misma en algunos de los sitios web de voyeur que muestran tales fotografías.

## Posición legal
Muchos países aún no cuentan con leyes que protejan a las mujeres de esta práctica, incluso en lugares públicos, pero la posición legal varía considerablemente dependiendo del país. En Australia se han aprobado leyes para castigar la práctica del upskirt en lugares públicos y sin consentimiento. En Finlandia en 2010 a un anciano se le confiscó la cámara y se le impuso una multa por el acto de obscenidad pública después de haber tomado docenas de fotos upskirt en un centro comercial en Turku. En otros países como Estados Unidos y el Reino Unido aún no existen leyes en contra de esta práctica.